# Birds of Prey: Cuộc lột xác huy hoàng của Harley Quinn
Birds of Prey: Cuộc lột xác huy hoàng của Harley Quinn (tên gốc tiếng Anh: Birds of Prey (and the Fantabulous Emancipation of One Harley Quinn)) là phim điện ảnh siêu anh hùng của Mỹ năm 2020. Đây là phim điện ảnh thứ tám trong Vũ trụ Mở rộng DC (DCEU) và là phim ngoại truyện của Biệt đội cảm tử (2016). Tác phẩm do Cathy Yan đạo diễn, dựa trên phần kịch bản do Christina Hodson đảm nhiệm. Phim có sự góp mặt của các diễn viên gồm Margot Robbie, Mary Elizabeth Winstead, Jurnee Smollett-Bell, Rosie Perez, Chris Messina, Ella Jay Basco, Ali Wong và Ewan McGregor. Nội dung phim xoay quanh nhân vật Harley Quinn khi cô gia nhập lực lượng với Black Canary, Huntress và Renee Montoya để cứu Cassandra Cain từ Thành phố Gotham khỏi tên chúa tể tội phạm Black Mask.
Robbie, người cũng đóng vai trò là nhà sản xuất, đã đưa ra ý tưởng cho Birds of Prey: Cuộc lột xác huy hoàng của Harley Quinn với Warner Bros. Pictures vào năm 2015. Bộ phim được công bố vào tháng 5 năm 2016. Christina Hodson được thuê để viết kịch bản vào tháng 11 năm đó và Cathy Yan đã ký hợp đồng đảm nhiệm vai trò đạo diễn vào tháng 4 năm 2018. Hầu hết dàn diễn viên được xác nhận vào tháng 12 năm 2018. Bộ phim được khởi quay từ tháng 1 và kéo dài đến tháng 4 năm 2019, tại trung tâm thành phố Los Angeles, một phần của Arts District, Los Angeles và các phim trường Warner Bros. ở Burbank, California. Các cảnh quay bổ sung được thực hiện vào tháng 9 năm 2019.
Birds of Prey: Cuộc lột xác huy hoàng của Harley Quinn là phim điện ảnh đầu tiên của DCEU và là tác phẩm thứ hai của DC Films được Hiệp hội Điện ảnh Hoa Kỳ gắn nhãn R, sau Joker (2019). Bộ phim đã có buổi ra mắt công chúng tại Thành phố México vào ngày 25 tháng 1 năm 2020 và được công chiếu tại các rạp ở Hoa Kỳ dưới định dạng IMAX, Dolby Cinema, ScreenX và 4DX vào ngày 7 tháng 2 năm 2020. Phim thu về hơn 201 triệu USD toàn cầu, thấp hơn điểm hòa vốn dự kiến vào khoảng 250–300 triệu USD. Phim nhận được nhiều đánh giá tích cực từ các nhà phê bình cho phong cách hình ảnh, chỉ đạo đạo diễn của Yan và diễn xuất của Robbie, nhưng phần kịch bản của Hodson lại nhận nhiều ý kiến tiêu cực.

## Nội dung
Bốn năm sau khi nữ phù thủy Enchantress bị đánh bại, Joker chia tay Harley Quinn, bỏ mặc cô lang thang khắp thành phố Gotham. Cô được cưu mang bởi Doc, ông chủ của một quán ăn Đài Loan. Cô nuôi một con linh cẩu và thường tập luyện trượt patin. Harley say xỉn trong hộp đêm của tên trùm tội phạm Roman Sionis, cô đạp gãy chân tên tài xế của hắn sau khi tên tài xế sỉ nhục cô. Nữ ca sĩ Dinah Lance đã đánh tơi tả hai tên côn đồ để cứu Harley khỏi một vụ xâm hại tình dục. Sionis ấn tượng với kỹ năng đánh đấm của Dinah và đề nghị cô làm tài xế mới của hắn. Tối hôm sau, Harley cho nổ tung nhà máy hóa chất Ace Chemicals để công khai việc cô và Joker chia tay. Trong khi đó Thám tử Renee Montoya đang điều tra một loạt vụ án mạng nhắm vào bọn xã hội đen do một hung thủ dùng nỏ gây ra. Montoya tìm thấy vòng tay của Harley tại hiện trường vụ nổ nhà máy, cô cho rằng Harley là một kẻ nguy hiểm.
Sionis giao một viên kim cương quý giá cho Dinah và tên tay sai Victor Zsasz giữ. Viên kim cương này là vật từng nằm trong số tài sản của gia đình tội phạm Bertinelli, những người đã bị thảm sát từ nhiều năm trước. Cô bé Cassandra "Cass" Cain đã ăn cắp viên kim cương từ Zsasz và nuốt nó sau khi bị cảnh sát bắt. Harley trong lúc bỏ chạy khỏi Montoya thì bị thuộc hạ của Sionis bắt giữ. Khi Sionis chuẩn bị giết Harley, cô đề nghị hắn để cô đi tìm viên kim cương về cho hắn. Sionis đồng ý nhưng hắn cũng thông báo thưởng tiền cho bất cứ tên du đãng nào trong thành phố bắt được Cassandra. Harley xông vào đồn cảnh sát với một khẩu súng phóng lựu, cô giải cứu Cassandra và cả hai chạy thoát.
Harley và Cassandra ẩn náu trong căn hộ của ông Doc. Ông Doc gặp mặt "hung thủ dùng nỏ", người tiết lộ mình là Helena Bertinelli. Cô còn sống sót sau vụ thảm sát cả nhà cô năm xưa và được huấn luyện trở thành sát thủ, cô truy sát từng tên xã hội đen để trả thù cho gia đình mình, lấy biệt danh là Huntress. Căn hộ của Harley bất ngờ bị tấn công bởi bọn tội phạm đang tìm Cassandra, ông Doc tiết lộ rằng ông ta đã bán đứng Harley để đổi lấy số tiền lớn. Harley gọi cho Sionis để hẹn gặp trao đổi ở một công viên giải trí bị bỏ hoang. Dinah thông báo với Montoya về cuộc gặp mặt của Harley và Sionis, việc này đã bị Zsasz phát hiện, hắn đã báo lại cho Sionis biết. Sionis giận dữ khi biết nữ tài xế phản bội mình, hắn đeo một cái mặt nạ và lấy biệt danh là Black Mask.
Ở công viên, Montoya đối đầu với Harley, nhưng Harley đánh cô ta rơi ra khỏi cửa sổ. Zsasz đến nơi tấn công Harley rồi đe dọa Dinah, nhưng sau đó hắn bị Helena giết. Montoya trở lại và tất cả họ có cuộc tranh cãi đến khi Sionis cử một băng đảng đến truy sát họ. Harley, Dinah, Montoya và Helena hợp sức cùng nhau đánh bại nhiều tên xã hội đen. Sionis bắt được Cassandra và đưa cô bé lên xe. Dinah thể hiện khả năng phi thường của cô là hét lớn tạo ra bão tố hạ gục những tên xã hội đen còn lại. Harley sử dụng đôi giày trượt patin đuổi theo Sionis. Đến một bến cảng, Sionis chuẩn bị giết Cassandra thì cô bé nhét một quả lựu đạn vào áo khoác của hắn. Harley ném Sionis xuống biển đúng lúc quả lựu đạn phát nổ, giết chết hắn.
Sau khi xóa sổ đế chế tội phạm của Sionis, Montoya nghỉ việc ở sở cảnh sát. Cô đi theo Dinah và Helena tiêu diệt tội phạm khắp nơi, bộ ba này tự gọi họ là nhóm Birds of Prey (Chim Săn Mồi). Harley và Cassandra bán viên kim cương cho tiệm cầm đồ, lấy tiền bỏ đi xa và bắt đầu cuộc sống mới. Trong phần cảnh hậu danh đề, Harley định tiết lộ một bí mật về Batman nhưng màn hình vụt tắt.

## Diễn viên
- Margot Robbie vai Harley Quinn
- Mary Elizabeth Winstead vai Helena Bertinelli / Huntress
- Jurnee Smollett-Bell vai Dinah Lance / Black Canary
- Rosie Perez vai Renee Montoya
- Ella Jay Basco vai Cassandra Cain
- Ewan McGregor vai Roman Sionis / Black Mask
- Chris Messina vai Victor Zsasz
- Dana Lee vai Doc

## Phát hành
Birds of Prey: Cuộc lột xác huy hoàng của Harley Quinn được Warner Bros. phát hành tại Hoa Kỳ vào ngày 7 tháng 2 năm 2020.

## Đón nhận

### Doanh thu phòng vé
Birds of Prey: Cuộc lột xác huy hoàng của Harley Quinn thu về 84,2 triệu USD chỉ tính riêng tại thị trường Mỹ và Canada và 117,7 triệu USD tại các quốc gia và vùng lãnh thổ khác, đưa tổng mức doanh thu toàn cầu lên tới 201,9 triệu USD. Theo Variety, phim cần đạt doanh thu từ 250–300 triệu USD để hòa vốn.

### Đánh giá chuyên môn
Trên hệ thống tổng hợp kết quả đánh giá Rotten Tomatoes, phim nhận được 79% lượng đồng thuận dựa theo 428 bài đánh giá, với điểm trung bình là 6,8/10. Các chuyên gia của trang web nhất trí rằng, "Với góc nhìn tươi mới, cùng những người bạn mới và các pha hành động với nhịp độ nhanh, Birds of Prey: Cuộc lột xác huy hoàng của Harley Quinn đã cho chúng ta thấy một Harley Quinn của Margot Robbie với tinh thần nổi loạn đầy màu sắc." Trên trang Metacritic, phần phim đạt số điểm 60 trên 100, dựa trên 59 nhận xét, chủ yếu là những ý kiến trái chiều. Lượt bình chọn của khán giả trên trang thống kê CinemaScore cho phần phim điểm "B+" trên thang từ A+ đến F, trong khi đó trang PostTrak cho biết 61% số khán giả cho phim phản hồi tích cực, cùng với đánh giá 3,5 trên 5 sao.